# Campeonato Paraense de Futebol de 1917
O Campeonato Paraense de Futebol de 1917 foi a 7.ª edição da principal divisão do futebol do Pará. Organizada pela Liga Paraense de Esportes Terrestres, a competição contou com a participação de seis clubes, todos sediados na capital Belém. O Remo sagrou-se campeão, conquistando seu quinto título consecutivo, enquanto o Paysandu ficou com o vice-campeonato.

## Participantes
| Equipe         | Cidade | Títulos (mais recente) | Part. |
| -------------- | ------ | ---------------------- | ----- |
| Brazil Sport   | Belém  | 0 (não possui)         | 4     |
| Fênix          | Belém  | 0 (não possui)         | 1ª    |
| Nacional       | Belém  | 0 (não possui)         | 6     |
| Paysandu       | Belém  | 0 (não possui)         | 3     |
| Remo           | Belém  | 4 (1916)               | 5     |
| União Sportiva | Belém  | 2 (1910)               | 7     |

## Campanha do campeão
- Remo 3 x 0 União Sportiva - 1º de julho de 1917.
- Remo 3 x 3 Paysandu - 14 de julho de 1917.
- Remo 14 x 0 Fênix - 22 de julho de 1917.
- Remo 5 x 3 Brasil - 19 de agosto de 1917.
- Remo 3 x 1 Panther - 22 de setembro de 1917.
- Remo 6 x 0 União Sportiva - 7 de outubro de 1917.
- Remo 1 x 1 Paysandu - 14 de outubro de 1917.
- Remo 9 x 0 Fênix - 28 de outubro de 1917.
- Remo 3 x 1 Brasil - 16 de novembro de 1917.
- Remo 6 x 1 Nacional - 25 de novembro de 1917.

Obs.: o Panther passou a se chamar Nacional desde o dia 18 de outubro de 1917.
Decisão do campeonato
- Remo 3 x 1 Paysandu - 16 de dezembro de 1917.

## Premiação
| Campeonato Paraense de 1917   |
| Belém                         |
| ----------------------------- |
| Remo Pentacampeão (5º título) |